# Oesa (Petsjora)
De Oesa (Russisch: Уса, Zurjeens: Усва; Oesva) is een rivier in Rusland, gelegen in de autonome republiek Komi en vormt de grootste zijrivier van de Petsjora. De rivier is 585 kilometer lang.
De naam van de rivier komt uit het Fins-Oegrisch en komt op verschillende plekken in het noorden van Europees Rusland voor in hydroniemen. De betekenis is waarschijnlijk 'zijrivier'.
Het debiet van de rivier bedraagt gemiddeld 1310 m³/s (1070 m³/s op 91 kilometer van de monding). Het grootste debiet wordt met 21 500 m³/s gemeten in juni en het kleinste met 43,9 m³/s in april. De rivier is bevroren van eind oktober, eerste helft van november tot mei, juni. De rivier wordt gevoed door sneeuw en regen.
De grootste zijrivieren van de Oesa zijn de Jelets, Lemva, Bolsjoj Kotsjmes en Kosjoe aan linkerzijde en de Vorkoeta, Sejda en Kolva aan rechterzijde.
De Oesa ontstaat door samenloop van de Bolsjaja Oesa en de Malaja Oesa (Grote en Kleine Oesa), die ontspringen op de hellingen van de Arctische Oeral. De Malaja Oesa is een snelstromende bergrivier met een groot aantal drempels, die populair zijn bij watersporttoeristen. De Bolsjaja Oesa wordt in de middenloop nauwelijks bevaren. In de Oesa zelf bevinden zich geen drempels, maar alleen stroomversnellingen en zandbanken in de bovenloop. De oevers aan de bovenloop zijn hoog en rotsig. In de midden- en benedenloop zijn ze juist laaggelegen en sterk moerassig. Er bevindt zich nog een rotsachtig gedeelte in de benedenloop nabij het dorp Adak, waar de Oesa de Tsjernysjevrug doorkruist.
Voorbij het dorp Sivomaskinski zwelt de rivier aan tot een grote stroom, die in de benedenloop in breedte varieert van 700 meter tot twee kilometer en meanders en eilanden begint te vormen, eigenschappen die de rivier behoudt tot haar monding in de Petsjora. Op 30 kilometer van de instroom in de Petsjora bevindt zich aan de rechteroever de naar de rivier vernoemde stad Oesinsk, met daarnaast het dorp Parma, waar zich een haven bevindt. Nabij de monding van de rivier ligt het dorp Oest-Oesa ("monding van de Oesa").
De rivier is bevaarbaar tot op 325 kilometer van de monding. Havens bevinden zich bij Abez, Petroen, Makaricha, Parma en Oest-Oesa. In het rivierbed van de Oesa bevindt zich bitumeuze steenkool uit het Steenkoolgebied van Petsjora. In de benedenloop van de rivier nabij de stad Oesink bevinden zich de belangrijkste aardolie- en aardgasvelden van de republiek Komi.

## Archeologie
De site Mamontovaja Koerja ("Mammoetbocht") aan de Oesa leverde bewijzen voor de aanwezigheid van vroege moderne mensen in het Noordpoolgebied.